# Ubayd Allah ben Qasim
Ubayd Allah ben Qasim o Abd Allah ibn Kasim va ser un religiós cristià mossàrab que va ser arquebisbe de Toledo vers ca. 962 i ca. 973, durant la dominació musulmana de la península Ibèrica.
És destacable que és l'únic bisbe conegut entre Joan, mort el 926, i Pasqual, consagrat el 1058, tot i que és ben segur que per la importància de la seu de Toledo, van continuar havent-hi arquebisbes. Com a mossàrab, és a dir, cristià en terres musulmanes, l'ús d'un nom àrab no ha de resultar estrany, doncs va ser habitual utilitzar dos noms, un d'àrab i un de llatí o romanç, el primer per a la vida pública i el segon reservat a l'àmbit familiar, raó per la qual no és conegut el nom que emprava l'arquebisbe. És conegut per haver actuat com a conseller i intèrpret del califa Hixam II durant la recepció que aquest va donar al destronat rei lleonès Ordoni IV al seu palau de Medina Azahara, juntament amb el jutge dels cristians, Walid ben Jayzuran, de fet ambdós són citats com dues de les principals personalitats cristianes d'Al-Àndalus. També va treballar com a traductor al costat d'Asbagh ben Nabil i altres cristians cordovesos per les ambaixades del regnes cristians del nord.
Se l'anomena, sense més dades, com a arquebisbe de Sevilla, on Ibn Hayyan l'esmenta el 971.